# Daniel Sehfbom
Daniel Sehfbom (Sefbom), född 12 augusti 1766, död 12 juni 1837 i Stockholm, var en svensk snickare och schatullmakare.
Daniel Sehfbom var son till Catharina Elisabeth Grundell. Sehfbom blev snickarmästare 1809 och utförde bland annat ombyggnaden av Storkyrkans korskrank som var tillverkat i ek 1810 där han monterade in 144 stycken vridna mässingspelare och monterade in dörrar mot de sidor av korskranket som är riktade mot kyrkorummet. Han ritade även nya bänkar till församlingens sittplatser 1805. Hans möbelarbeten är i sengustaviansk stil och visar en viss påverkan från Gottlieb Iwersson. 